# Mattia Calandrelli
Mattia Calandrelli, noto anche come Matías Calandrelli (Sassano, 1844 – Buenos Aires, 1919), è stato un giornalista, scrittore, filologo, traduttore, professore universitario e grammatico italiano naturalizzato argentino. Fu il padre del giurista e professore universitario esperto di diritto internazionale privato Alcides Calandrelli e del medico, scrittore e poeta Matías Esteban Calandrelli, padre a sua volta della nota scrittrice e poetessa argentina Susana Calandrelli. Fra i suoi nipoti c'era anche il famoso caricaturista Lino Palacio.

## Biografia
Già laureatosi presso l'Università degli Studi di Napoli Federico II, arrivò in Argentina nel 1871 a causa di una chiamata dell'ex presidente Domingo F. Sarmiento che era alla ricerca di giovani immigrati europei che potessero arricchire il sistema educativo argentino. Nel 1872 entrò a far parte dell'Universidad di Buenos Aires come professore di storia antica, sotto nomina del rettore Juan María Gutiérrez, e un anno dopo divenne anche professore di latino. Nel 1885 fu nominato primo direttore del Colegio Nacional de La Plata, fino al 1888. Nel 1886 fu tra i fondatori della Società Ospedale Italiano, un'associazione di mutuo soccorso a sostegno della numerosa collettività italiana trasferitasi nella zona di La Plata per contribuire alla costruzione della nuova capitale della Provincia di Buenos Aires, oggi Ospedale Italiano di La Plata. Fece da presidente della società dall'anno della fondazione sino al mese di febbraio del 1889.
Autore di numerose opere accademiche, tra le quali spicca il Dizionario filologico comparato della lingua castigliana pubblicato tra il 1880 e il 1916. Fu anche un noto critico letterario, scrivendo ad esempio il prologo a Obras Dramáticas dello scrittore gauchesco Francisco F. Fernández. Compose anche un inno scolastico nel 1905 intitolato Dios y Patria di cui commissionò le musiche a Giacomo Puccini, che fu pubblicato dal quotidiano La Prensa nell'edizione del 15 agosto del medesimo anno. L'autografo pucciniano reca la data 3 agosto. Rimane l’unica composizione di Puccini su versi in lingua straniera. Domingo F. Sarmiento, settimo presidente dell'Argentina e amico del filologo, gli dedica una lettera nel prologo alla sesta edizione del suo famoso romanzo Facundo: civiltà e barbarie, che fa parte del settimo tomo della raccolta Opere Complete pubblicato a cura di Luis Montt nel 1889. In altre edizioni del romanzo, come quella a cura di Ricardo Rojas, la lettera venne aggiunta invece all'appendice.

## Pubblicazioni
- Lezioni di storia corrispondenti al programma del primo anno . Buenos Aires: Tipografia e Libreria di Mayo. 1872.
- Grammatica filologica della lingua latina . Buenos Aires: Tipografia e Libreria di Mayo. 1873.
- Grammatica comparata delle lingue latina e greca . Buenos Aires: Tipografia e Libreria di Mayo. 1875.
- L'insegnamento della filologia . Buenos Aires: Tipografia e Libreria di Mayo. 1875.
- Esercizi di traduzione dal greco e dal latino allo spagnolo e viceversa . Buenos Aires: stampa di «Opere classiche». 1877.
- Dizionario filologico comparato della lingua castigliana . In dodici volumi. Buenos Aires. 1880-1916.[12]
- Trattato di ortografia castigliana adeguato ai principi della filologia comparata . Buenos Aires: Stampa di M. Biedma. 1881.
- Memoria del Rettorato della Scuola Provinciale di La Plata: corrispondente all'anno scolastico 1885 . Buenos Aires: Stampa di M. Biedma. 1886.
- Odi di Orazio. Traduzione letterale e in versi del generale B. Mitre. (Sentenza scritta espressamente per "El Pais") . Buenos Aires: Congress Press. 1895.
- La società e le sue vittime: scene di Buenos Aires. Buenos Aires: Tipografia di litografia «La Buenos Aires». 1902.
- Informazioni grammaticali e filologiche di «La Prensa» . Buenos Aires: Le scienze. 1917.